# Kurt Röthlisberger
Kurt Röthlisberger (født 21. maj 1951) er en tidligere en fodbolddommer fra Schweiz. Han dømte internationalt under det internationale fodboldforbund, FIFA, fra 1987 til 1995. Han dømte blandt andet finalen i Champions League i 1993 mellem Marseille og AC Milan. En kamp som Marseille vandt 1-0.

## Karriere
I store dele af sin karriere var Röthlisberger anset som en af de bedste dommere i verden, og han deltog blandt andet ved 3 af de store slutrunder. Men han sluttede sin karriere da han blev udelukket på livstid af UEFA efter at have tilbudt at modtage penge for at fixe resultatet af en Champions League-kamp mellem Grashoppers og Auxerre.

### VM 1990
- USA  –  Tjekkiet 1-5 (gruppespil).
- England  –  Egypten 1-0 (gruppespil).
- Jugoslavien  –  Argentina 0-0 (kvartfinale – Argentina vinder efter straffesparkskonkurrence).

### EM 1992
- Skotland  –  Sovjetunionen 3-0 (gruppespil).

### VM 1994
- Mexico  –  Irland 2-1 (gruppespil).
- Tyskland  –  Belgien 3-2 (ottendedelsfinale).